# Fiestas de Andalucía

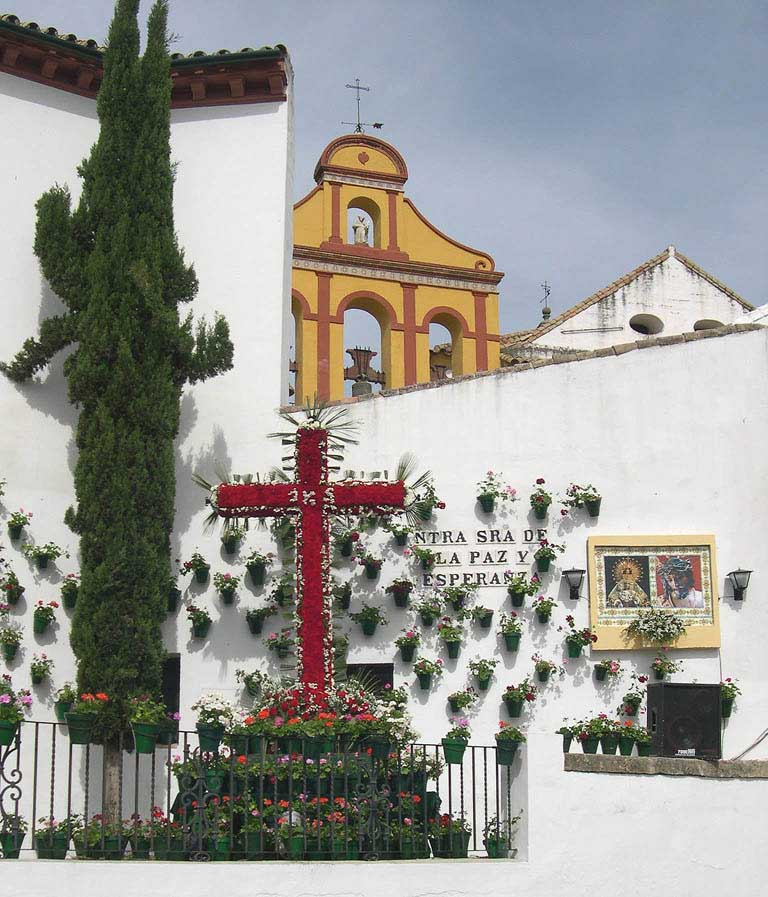
Cruz de mayo de la Hermandad de la Paz y Esperanza, en la Cuesta del Bailío, en Córdoba.

Las Fiestas de Andalucía son tanto religiosas como profanas. El arte y las costumbres populares tienen un escenario de encuentro en las ferias andaluzas, originariamente ferias de ganado. Entre las más famosas están la feria de Abril de Sevilla -extendida a Madrid y Barcelona por el gran número de inmigrantes andaluces-, la Feria de Agosto en Málaga, la Feria del Caballo de Jerez, el Corpus Christi en Granada, la Feria de Nuestra Señora de la Salud de Córdoba, las Fiestas Colombinas de Huelva, la Feria de la Virgen del Mar de Almería o la Feria de San Lucas de Jaén, entre otras muchas.

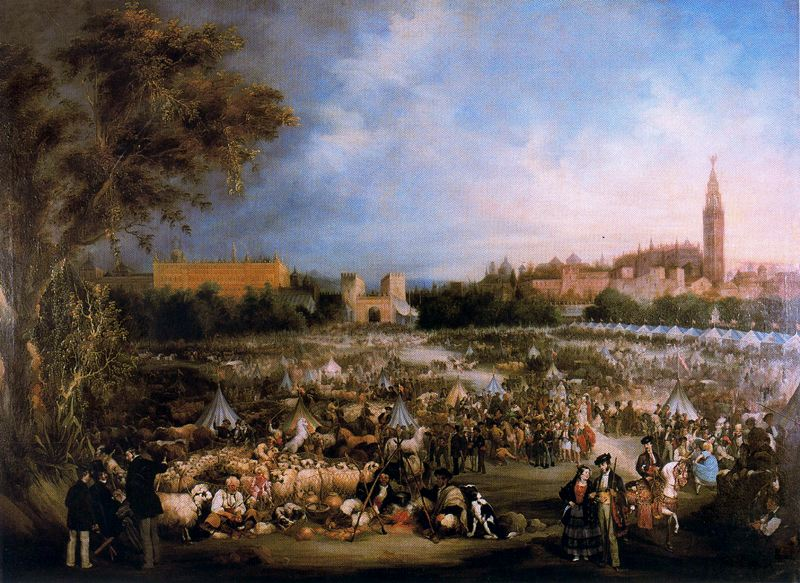
La Feria de Sevilla. Andrés Cortés y Aguilar. 1856.

Los festejos de índole religioso tienen una honda tradición andaluza y un gran fervor popular. Destacan la celebración de la Semana Santa en las distintas localidades, la Romería de El Rocío en la pequeña localidad almonteña del Rocío -llega a tener un millón de visitantes durante la romería- o la Romería de Nuestra Señora de la Cabeza de Andújar en el mes de abril.

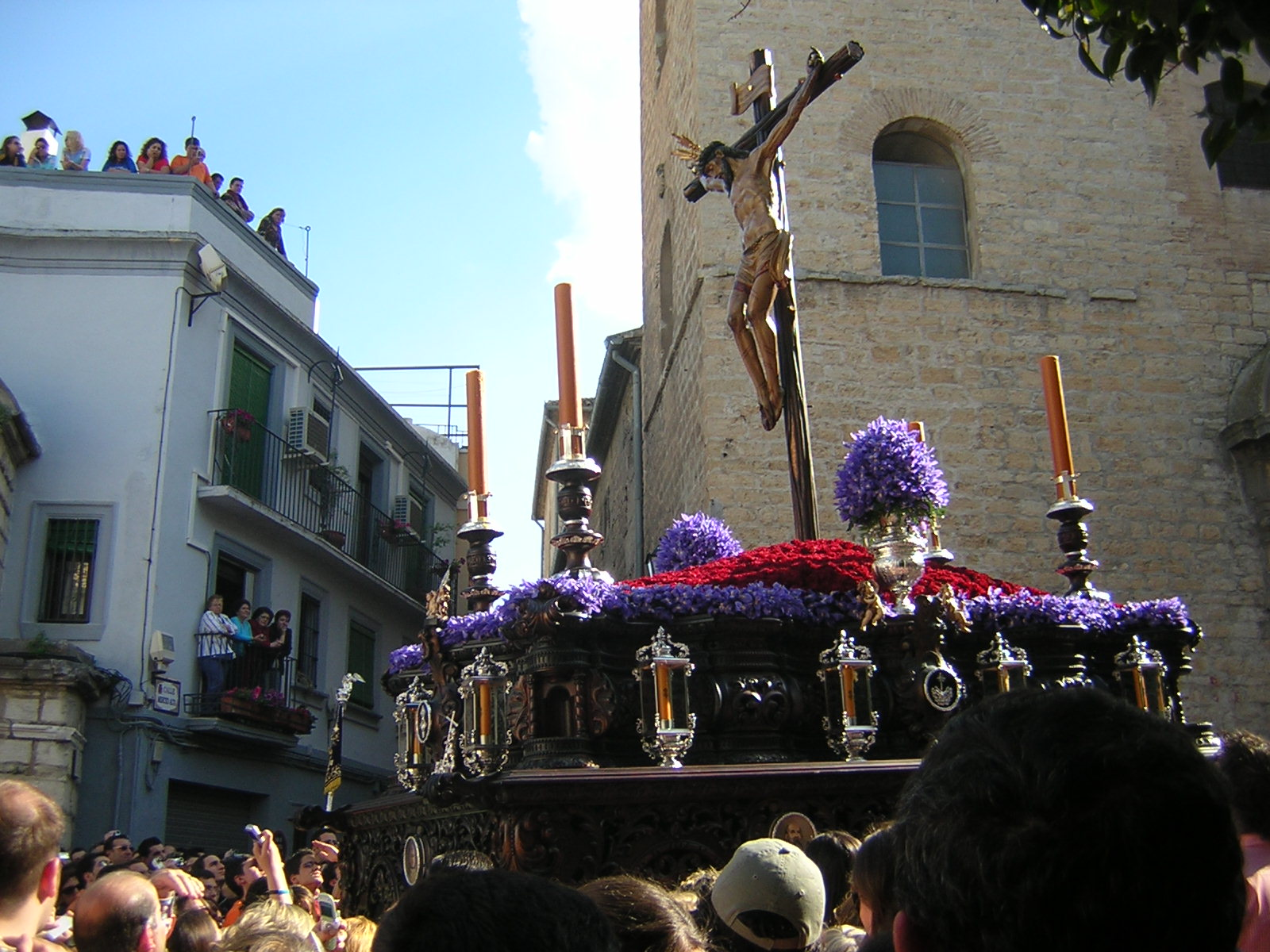
Cristo de las Misericordias (Estudiantes) en la giennense Plaza de la Merced tras salir de su templo.

Otros festejos de gran tradición y proyección son los carnavales de Cádiz, las Cruces de Mayo de Granada o las de Córdoba, que se mezclan con el concurso de patios cordobeses.

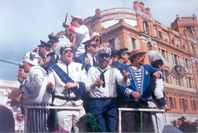
Carnaval de Cádiz

Igualmente existen fiestas asociadas a actividades agrícolas de importancia como las vendimia.

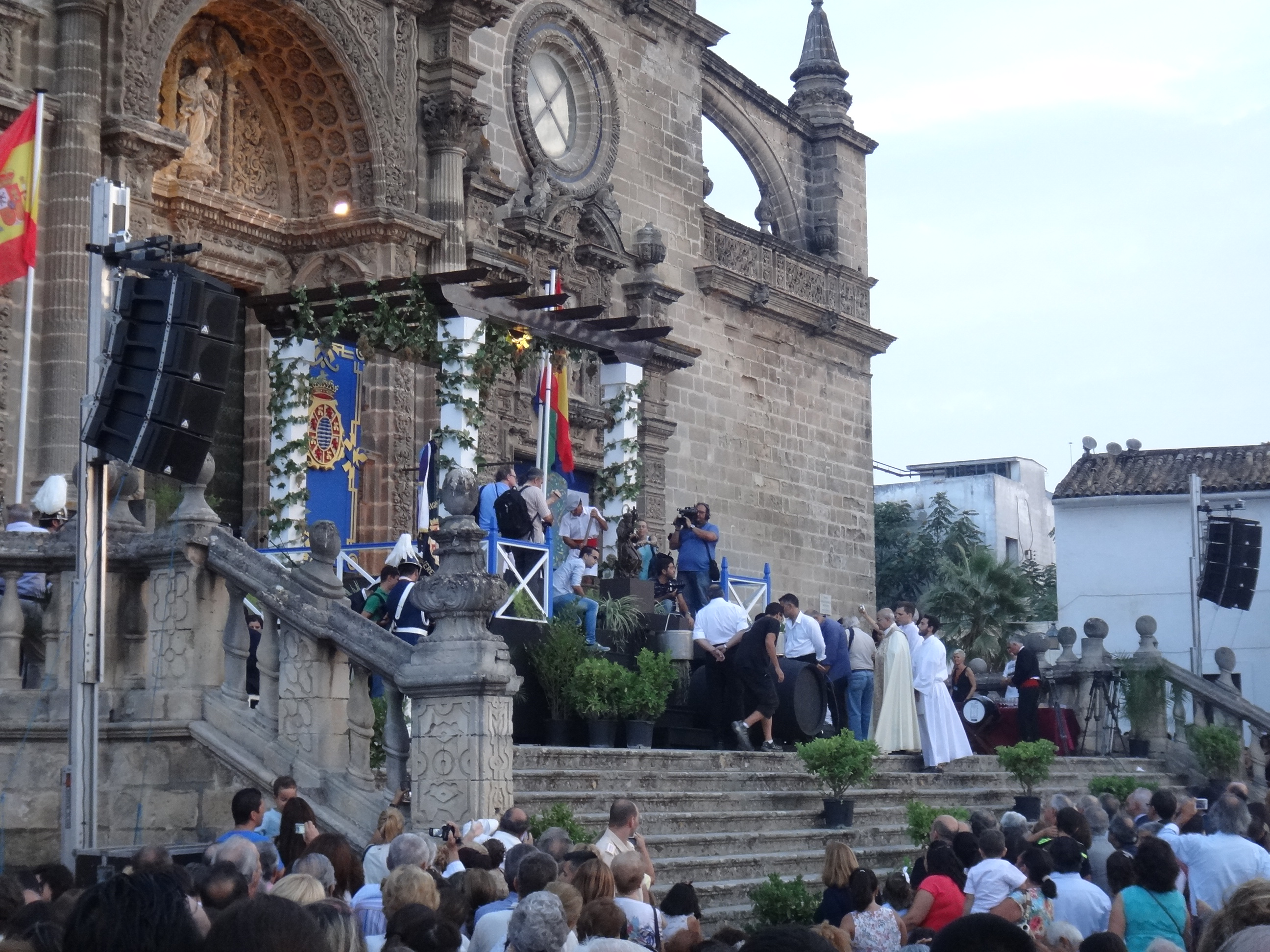
Bendición del mosto en la Fiesta de la Vendimia de Jerez

Las fiestas de localidades cercanas suelen distribuirse en el tiempo evitando solapes. En la zona costera suelen concentrarse en verano